# Autoroute A5 (Croatie)
Pour les articles homonymes, voir Autoroute A5.
L'autoroute A5 (en croate : Autocesta A5) est une autoroute de Croatie longue de 83,6 kilomètres. Elle relie Osijek, la plus grande ville de la Slavonie à l'échangeur de Slavonski Brod de l'autoroute A3, où elle se connecte au reste du réseau autoroutier croate. L'A5 est un axe de transport important d'axe nord-sud et est un tronçon de la route européenne 73. Le tracé de l'A5 suit également le tracé du cinquième corridor paneuropéen. L'A5 passe près d'Osijek et de Đakovo.